# NGC 6235
NGC 6235 ist ein 8,9 mag heller Kugelsternhaufen der Klasse X im Sternbild Schlangenträger.
Er wurde am 26. Mai 1786 von Wilhelm Herschel mit einem 18,7-Zoll-Spiegelteleskop entdeckt, der ihn dabei mit „pB, cL, gbM, easily resolvable, undoubtedly stellar“ beschrieb. John Herschel notierte bei seiner Beobachtung mit einem 18-Zoll-Spiegelteleskop im Jahr 1847 „pretty compressed, small, 2′, rather triangular than round, mbM, resolved into stars 14..16th mag“.